# Ерастов, Олег Александрович
Олег Александрович Ерастов (20 августа 1940, Вахруши, Кировская область — 6 ноября 1988, Казань) — советский химик-органик, доктор химических наук.

## Биография
Родился в 1940 году в поселке Вахруши Слободского района Кировской области.
В 1962 году окончил с отличием химический факультет Казанского государственного университета. С 1962 по 1965 год учился в аспирантуре кафедры органической химии Казанского государственного университета под руководством академика Б. А. Арбузова.
Трудовая деятельность началась с 1965 года в должности младшего научного сотрудника лаборатории структуры и реакционной способности органических соединений Института органической и физической химии им. А. Е. Арбузова (ИОФХ), которой руководил академик Борис Александрович Арбузов. Продолжая изучать таутомерию кето-енолов, главным образом влияние растворителей на положение равновесия таутомеров, расширил рамки применения уравнения Мейера для равновесных систем.
В 1970 году возглавил лабораторию в одном из отраслевых институтов Казани. Отличаясь исключительным трудолюбием, глубокой научной эрудицией, жаждой знаний, продолжал заниматься изучением таутомерных систем, сотрудничал с лабораторией академика Б. А. Арбузова и в 1975 году защитил докторскую диссертацию. В том же году вернулся в ИОФХ в лабораторию структуры и реакционной способности органических соединений на должность старшего научного сотрудника и изменил тематику исследований: по предложению Б. А. Арбузова начал работать в области фосфорорганической химии.
Целенаправленные исследования в области химии функционально-замещённых фосфинов позволили О. А. Ерастову разработать новое научное направление — химию бороксиалкилфосфинов и их производных. В те годы разработал методы синтеза гетероциклических фосфинов, изучал их пространственное строение и химические свойства. Им были открыты ряд новых химических реакций и перегруппировок, открыт новый тип таутомерии — комплексно-солевая таутомерия, синтезированы металлокомплексы функционально-замещённых фосфинов и показаны некоторые практически полезные свойства полученных веществ.
В 1985 году О. А. Ерастов возглавил лабораторию азотистых соединений Института органической и физической химии им. А. Е. Арбузова.
В 1986 году выпущена монография — О. А. Ерастов, Г. Н. Никонов «Функционально-замещённые фосфины и их производные», М., «Наука».
По результатам исследований О. А. Ерастова опубликовано более 200 научных работ, 30 авторских свидетельств. Под его руководством защищено две докторские и семь кандидатских диссертаций.
Умер в 1988 году.